# Angus Eve
Angus Eve (Carenage, 23 de fevereiro de 1973), é um treinador e ex-futebolista trinitino que atuava como atacante. Seu último time da carreira foi San Juan Jabloteh onde jogou até 2008 e o jogador com mais participações pela Seleção Trinitária de Futebol ao todo 117 jogos.